# Rudolph von Neidschütz
Rudolph von Neidschütz, normiert auch Rudolf von Neitschütz (* 4. August 1614; † 14. Februar 1682 in Dresden), war ein kurfürstlich-sächsischer Generalwachtmeister, Kriegsrat und Amtshauptmann. In der Fruchtbringenden Gesellschaft war er Der Ritterliche.

## Leben und Werk
Er stammte aus der Adelsfamilie von Neidschütz (Neitschütz). Seine Eltern waren der Amtshauptmann von Chemnitz Jahn von Neitschütz auf Wöhlitz und dessen Ehefrau Barbara von Schönberg, Tochter von Caspar von Schönberg auf Wilsdorff und Catharina von Ende.
Neidschütz trat in den Dienst der Kurfürsten von Sachsen. Am 3. Januar 1676 wurde er zum kursächsischen Generalwachtmeister ernannt, ihm folgte Andreas von Schönberg im Amt.
Er war Herr auf Porten und Röhrsdorf, außerdem kursächsischer Kriegsrat, Kammerherr und Amtshauptmann von Stolpen, Radeberg und Hohnstein.

## Familie
Neidschütz heiratete am 19. Januar 1643 Magdalene von Osterhausen (* 13. März 1621; † 5. September 1675), Tochter von Hans Georg von Osterhausen a.d.H. Reinhardsgrimma und der Helena von Haugwitz.
Das Paar hatte mehrere Kinder:
- Carl Rudolf (* 1641; † 26. April 1671 Dresden), Kretafahrer, Obristenwachtmeister
- Carl August (* 1642; † 10. Mai 1687), Lehnherr auf Borthen und  Mannichswalde

⚭ 1672 Dorothea Sophie von Bünau († 9. Juni 1678)
⚭ 1679 Eleonora von Ende († 8. September 1702)
- Magdalena Sophia (1643–1716)  ⚭ Wolf Rudolf von Ende a.d.H. Ehrenberg
- Johanne Helene (27. Juli 1649 Röhrsdorf(Dohna) † 21. November 1707 Trossin)

⚭ 1668 Christoph Vitzthum von Eckstedt (1633–1711), Kammerherr, Rittmeister
- Johann Karl, (* 28. Juli 1650 Röhrsdorf (Dohna)), Kammerherr und Rittmeister der Garde, Lehnherr auf Röhrsdorf und Tronitz
- Carolus Mauritius, (* 14. Februar 1652 Röhrsdorf (Dohna); † 20. November 1667 Dresden)
- Carl Friedrich (* 25. Juli 1654 Röhrsdorf (Dohna); † 14. November 1673)
- Carl Gottlob (* 2.  September 1655 Röhrsdorf (Dohna);  † 27. Juni 1720 Leipzig), Generalleutnant, Gouverneur zu Leipzig

⚭ 1682 Maria Elisabeth von Bünau (* 1652; † 20. April 1694 Mannichswalde)
⚭ Christiane Luise von Birkholz
- Rahel Sophie (* 10. April 1657 Röhrsdorf (Dohna)) ⚭ Christian Ludwig von Schönberg († 1696), Geheimer Rat
- Rudolf (* 1658) ⚭ Sophia Elisabeth von Schönberg
- Johann Georg (1660–1679), Obrist ⚭ Hedwig Katharina von Winzingerode
- Gottlieb († 1710), Kammerherr ⚭ N.N. von Ende (Quelle ab hier: [4])
- Hans Gottlob, Rittmeister ⚭ N.N. von Schönberg
- Hans Christoph, Amtshauptmann von Grimma ⚭ Anna Sophie von Dieskau

Aus der Chronik der Familie von Rochow ist überliefert, dass der Kommendator der Johanniterkommende Werben, Otto Christoph II. von Rochow-Golzow, ebenso ein Schwiegersohn des Generalwachtmeisters war. Die direkte namentliche genealogische Zuordnung ist unkonkret. Der genannte Komtur starb am 30. September 1677.